# 零·哈里伯顿
零·哈里伯顿（英语：Zero Halliburton）成立于1938年，是美国高档行李箱品牌，以外观简洁、做工精良的铝箱及手提箱出名。
1969年，美国国家航空航天局的阿波罗11号登月就是带着零·哈里伯顿的铝箱把陨石采样带回。2006年，零·哈里伯顿被收到日本最大箱包集团ACE Co., Ltd. 旗下，随后在美国纽约、阿布扎比等地开设专卖店，进一步扩大品牌影响力。直接竞争对手是德国品牌日默瓦。

## 发展历史
1938年，第一支零·哈里伯顿的铝箱是在Erle_P._Halliburton 先生的要求下订做的。 为了在恶劣的环境内保护箱内文件不受潮湿天气、尘土的影响，这位石油工程师和几个朋友共同努力，于Herman Zierold的Zierold工厂量产铝箱。这些铝箱的共同特征是箱体的两条凸显的脊柱，而这个设计直到今天还在不断被使用。1946年，公司改名为Zero Corporation。1968年，箱包品牌Halliburton与其合并，有了今天我们看到的Zero Halliburton。2006年，日本ACE Co., Ltd箱包公司收购了零·哈里伯顿品牌，现由日方在各国经营。

## 其他
零·哈里伯顿的铝制公文包及摄影箱在两百多部电影、电视中出现过。常用于运输现金、枪支等贵重物品。出现过的影片包括《MIB星際戰警》、《X戰警》、《LOST檔案》、《不可能的任務》、《全面啟動》、《瞞天過海》、《白日夢冒險王》等等。